# 阿罗特-沙里特
阿罗特-沙里特（法語：Arraute-Charritte，法語發音：[aʁot ʃaʁit]）是法国大西洋比利牛斯省的一个市镇，位于该省西北部，属于巴约讷区。该市镇于1842年由原市镇阿罗特（Arraute）和沙里特（Charritte）合并而成。

## 地理
阿罗特-沙里特（43°23'55"N, 1°6'24"W）面积22.81 平方千米，位于法国新阿基坦大区大西洋比利牛斯省，该省份为法国东南部省份，涵盖了贝阿恩与北巴斯克，西临大西洋比斯開灣，北至朗德省，东北接热尔省，东临上比利牛斯省，南与西班牙接壤。
与阿罗特-沙里特接壤的市镇（或旧市镇、城区）包括：贝尔古埃-维耶勒纳沃、阿莫罗茨-叙科斯、阿朗库、比达什、卡姆、马斯帕罗特、奥雷格。

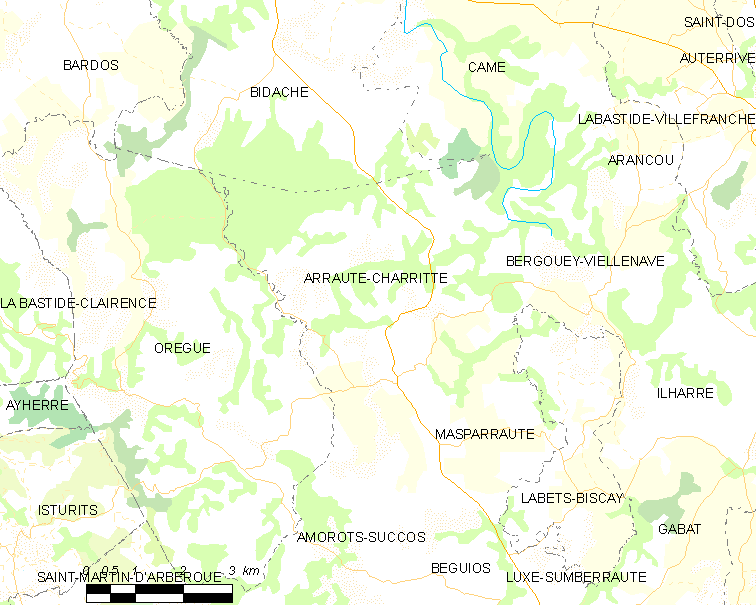
阿罗特-沙里特的OSM定位图

阿罗特-沙里特的时区为UTC+01:00、UTC+02:00（夏令时）。

## 行政
阿罗特-沙里特的邮政编码为64120，INSEE市镇编码为64051。

## 政治
阿罗特-沙里特所属的省级选区为比达什地区-阿米库塞-奥斯蒂巴尔县。

## 人口

1962-2008年间阿罗特-沙里特人口变化图示

阿罗特-沙里特于2022年1月1日时的人口数量为435人。